# L'enigma del Niagara
L'enigma del Niagara (títol original: Last Embrace) és una pel·lícula estatunidenca dirigida per Jonathan Demme, estrenada el 1979. Ha estat doblada al català.

## Argument
L'agent secret Harry Hannan té atacs d'ansietat i passa algun temps en un sanatori després de l'assassinat de la seva dona. Torna a la feina però, després d'haver rebut una advertència codificada en hebreu, pensa que el govern vol acabar amb ell. Porta la seva investigació amb l'ajuda d'Ellie Fabian, una estudiant d'antropologia que amaga els seus propris secrets.

## Repartiment
- Roy Scheider: Harry Hannan
- Janet Margolin: Ellie Fabian
- Christopher Walken: Eckart
- Sam Levene: Sam Urdeil
- John Glover: Richard Peabody
- Marcia Rodd: Adrian
- Charles Napier: Quittle
- David Margulies: el rabí Drexel

## Rebuda
El film va recaptar 1.537.125 de dòlars al box-office estatunidenc.
Recull el 33% de critiques favorables, amb una nota mitjana de 5/10 i en base de 6 critiques, al lloc Rotten Tomatoes.